# Amazonområdet
 For alternative betydninger, se Amazonas. (Se også artikler, som begynder med Amazonas)
Amazonområdet eller Amazonbassinet er et lavlandsområde i flere lande i Sydamerika der afvandes af Amazonfloden og dens bifloder.
Amazonbassinet dækker et areal på ca. 7.500.000 km², eller ca. 40 procent af det sydamerikanske kontinent. Det ligger i landene Bolivia, Brasilien, Colombia, Ecuador, Guyana, Peru, Surinam og Venezuela.
Det meste af bassinet er dækket af Amazonas regnskov. Med et areal på 5.500.000 km² af tæt tropisk skov er det den største regnskov i verden.
I området findes Amazonas eneste større by Manaus. som ligger ned til Amazonfloden og er omkranset af regnskove på begge sider.